# Xã Warren, Michigan
Xã Warren (tiếng Anh: Warren Township) là một xã thuộc quận Midland, tiểu bang Michigan, Hoa Kỳ. Năm 2010, dân số của xã này là 2.119 người.